# Grenouillère (serrurerie)
 (avril 2025).
Pour les articles homonymes, voir Grenouillère.

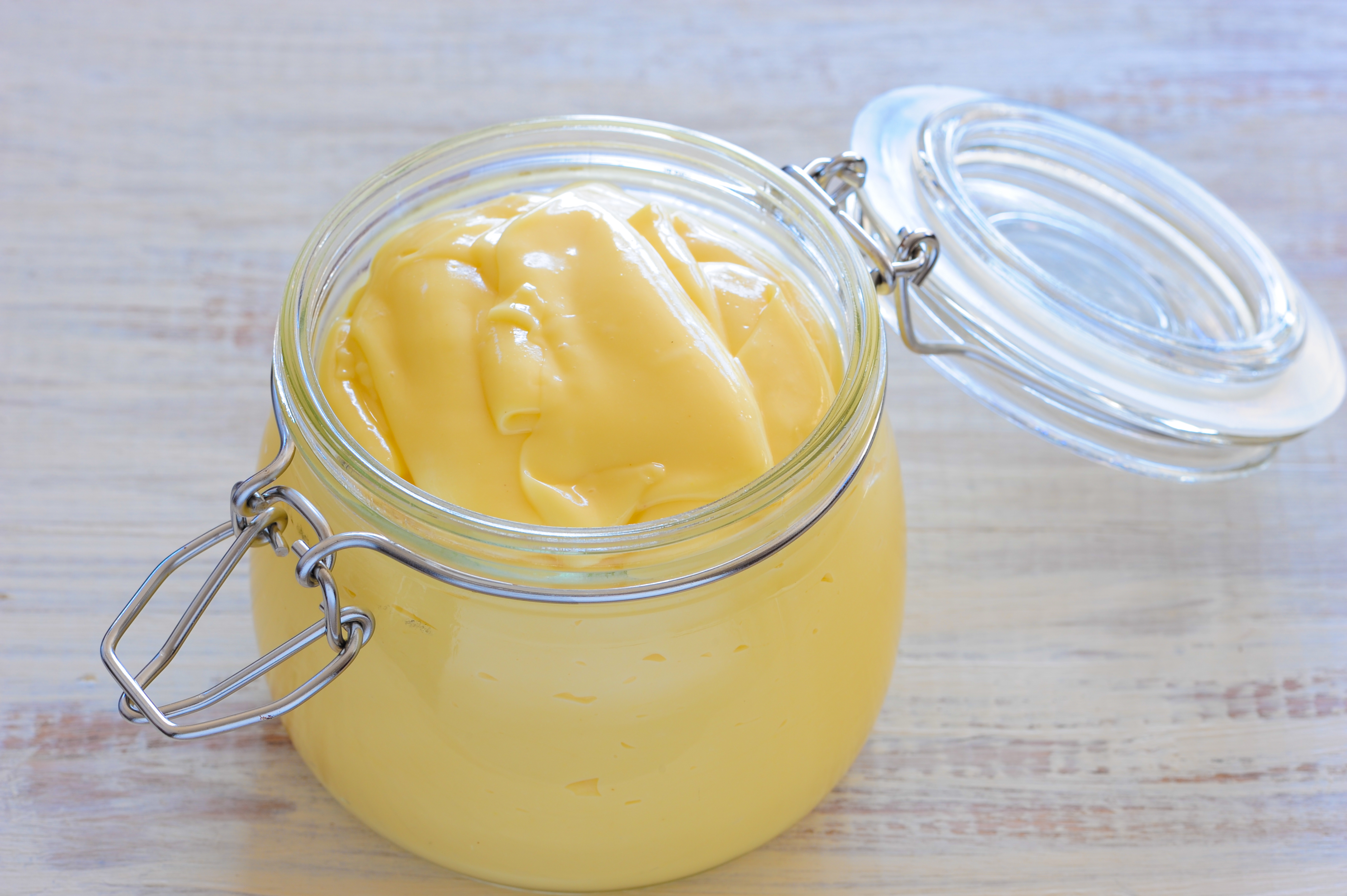
Un bocal avec, sur la gauche, la grenouillère en fil de fer. Le crochet n’est pas visible.

Une grenouillère est un système de fermeture de caisse ou de maintien de capot composé, généralement, de quatre pièces : la console fixée à la caisse, la poignée liée à la console et qui permet d'actionner l'ouverture et la fermeture, l'axe qui relie la poignée à la console et qui permet la rotation de celle-là, l'étrier attaché à la poignée qui retient le couvercle ou le capot. Un crochet doit être disposé sur le couvercle, le capot que l'étrier vient accrocher pour la fermeture. Une fois le couvercle positionné, la fermeture se fait en deux temps. La poignée étant écartée, l'étrier est engagé dans le crochet en vis-à-vis puis la poignée est rabattue. C'est le dépassement du point mort qui permet à la poignée de rester en place et d'assurer la fermeture.
Les grenouillères existent dans une grande diversité de dimension selon leur destination et leur usage. Les matériaux sont principalement l'acier qui permet la solidité de cet élément de quincaillerie, mais aussi le plastique souvent employé par exemple dans la fermeture de coffret d’outillage.